# Water frame

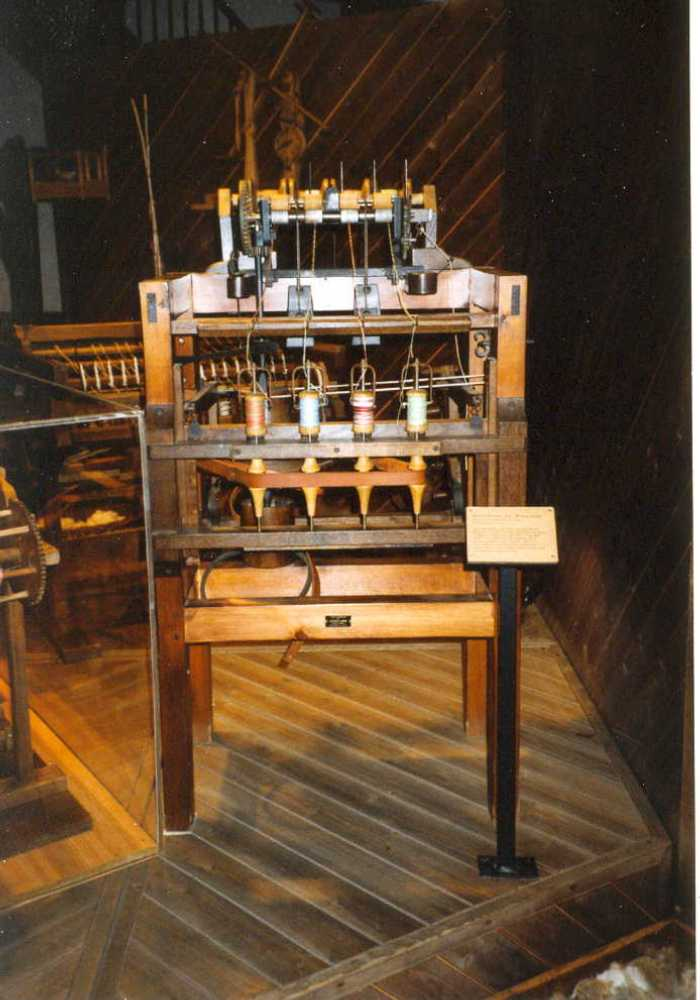
Model d'un water frame en el Museu Històric en Wuppertal.

El Water frame és el nom donat a una màquina de filatura moguda per un molí d'aigua, que era una manera fàcil de crear fil de cotó. El primer cop la màquina va ser utilitzada el 1768. Sigui capaç de giravoltar 128 fils alhora, el qual era un mètode més fàcil i més ràpid que mai abans. Va ser desenvolupat per Richard Arkwright, qui va patentar la tecnologia el 1767. El disseny era en part basat en una màquina de filatura construïda per Thomas Highs per fabricant de rellotge John Kay, que va ser contractat per Arkwright.

## Principi d'operació
El water frame és el nom donat a un marc de filatura, quan poder d'aigua sol el condueix. Tots dos són abonats a Richard Arkwright qui va patentar la tecnologia el 1768. Va ser basat en una invenció per Thomas Highs i la patent era més tardana overturned.
El water frame és derivat de l'ús d'una roda d'aigua per conduir un número de giravoltar marcs. La roda d'aigua proporcionada més poder al marc de filatura que operadors humans, reduint la quantitat del treball humà necessitat i augmentant el recompte de fus dramàticament. Tanmateix, a diferència de la filatura jenny, el water frame només podia giravoltar un rosca alhora fins que Samuel Crompton va combinar les dues invencions al seu mul de filatura el 1779.
El water frame era al principi mogut per cavalls a una fàbrica construïda per Arkwright i socis en Nottingham. el 1770 Arkwright i els socis van construir una aigua mogut molí en Cromford, Derbyshire.

## Cromford
el 1771, Arkwright instal·lat el water frame en el seu molí de cotó a Cromford, Derbyshire, en el River Derwent, creant una de les primeres fàbriques que era concretament construït per albergar maquinària més que just portant els treballadors junts. Sigui un dels primers casos del ser de dia laborable determinat pel rellotge en comptes del daylight hores, de les persones que són emprat més que just va contreure. En la seva forma final, va combinar amb la seva màquina de cardatge, sigui la primera fàbrica per utilitzar un procés continu de material cru a producte acabat en una sèrie d'operacions.
Arkwright Va jugar una part significativa en el desenvolupament del sistema de fàbrica mentre va combinar poder d'aigua, el water frame, i producció contínua amb pràctiques d'ocupació moderna.